# Albin Pelak
Albin Pelak (Novi Pazar, 9 de abril de 1981) é um ex-futebolista profissional bósnio que atuava como meia.

## Carreira

### Inicio
Albin Pelak começou sua carreira no NK Varteks em 1991, no clube atuou até 1997 e foi repassado a o FK Sarajevo ficando até 2003.

### Cerezo Osaka
A Temporada de 2003 foi a única longe do leste europeu, onde atuou pelo time das cerejeiras de Osaka, foram apenas 3 jogos e um gol na liga.